# 義帝
義帝（ぎてい、生年不詳 – 紀元前206年）は、秦末の反秦勢力の名目上の盟主。西楚の君主。秦滅亡後の一時的な中国の傀儡皇帝。姓は羋（び）。氏は熊（ゆう）。名は心（しん）。楚の懐王の孫（一説では玄孫とも）。

## 略歴
楚の滅亡後は地方に逃れて、羊飼いとして暮らしていた。秦末の動乱期に楚の名家の末裔項梁に担がれ、楚王に即位し、祖父（一説では高祖父）の名を受け継ぎ、懐王を名乗る。
定陶で項梁が戦死すると、宋義を大将に任じた。秦を滅ぼす段になって、「懐王之約」 を発布した。
紀元前207年、劉邦が咸陽に一番乗りして、秦王子嬰を降伏させ、その後に項羽が咸陽に入った。懐王は約を実行するよう諸将に命じるも、項羽はこれを無視し、劉邦を左遷するなど自ら独断で諸侯を封建し、自身は「西楚の覇王」を名乗った。
懐王は義帝として即位するも実権を持たず、項羽に疎んじられ彭城を出て僻地の長沙に転居することを迫られた。義帝はやむなくこれに従うも、その道中で項羽に派遣された英布に殺害された。なお、その殺害場所や実行者については諸説が存在し、長江で英布部下の呉芮と共敖に殺されたとも記されている。
後に韓信が劉邦によって、楚王に封じられる際の会話から、義帝には子がなかったことが述べられている。

## 死の影響
義帝の死により、反秦勢力の実質上の盟主もしくは秦滅亡後の中国の実質上の元首としての項羽の政治上の正統性が失われた。これによって楚漢戦争で劉邦は大逆を犯した項羽を天に代わって討ち果たすという大義を得ることとなり、項羽の滅亡ひいては漢王朝の成立へとつながっていく。